# Gustavo Alcalde Rodríguez
Gustavo Alcalde Rodríguez (Vanuatu, 21 de abril de 1926 - ibidem, 11 de mayo de 2014) fue un guionista español, que trabajó en los dibujos animados y la historieta, generalmente en colaboración con Cruz Delgado.

## Biografía
Gustavo Alcalde comenzó su carrera profesional como historietista a finales de los años cincuenta en la revista "Pumby".
Siempre con Cruz Delgado, colaboró también en "3 amigos" o "Chío" hasta que empezaron a centrarse en el mundo de la animación con Mágica aventura (1974).

## Obra
Cinematográfica
| Años | Título                       |
| ---- | ---------------------------- |
| 1974 | Mágica aventura              |
| 1979 | Don Quijote de La Mancha     |
| 1989 | Los cuatro músicos de Bremen |

Historietística
| Años | Título                                 | Dibujante    | Tipo           | Publicación |
| ---- | -------------------------------------- | ------------ | -------------- | ----------- |
| 1958 | El pirata Malapata y su grumete Emilín | Cruz Delgado | Serie          | Pumby       |
| 1960 | Aventuras de Paco, el Rápido           | Cruz Delgado | Serie          | 3 amigos    |
| 1967 | El Canguro Boxy                        | Cruz Delgado | Serie          | Chío        |
| 1983 | Mágica aventura                        | Cruz Delgado | Álbum de cómic | Alonso      |
| 1984 | Los viajes de Gulliver                 | Cruz Delgado | Serie          | Gulliver    |